# 학현역
학현역(鶴峴驛)은 조선민주주의인민공화국 황해남도 해주시 학현동에 위치한 황해청년선의 철도역이다.